# Павлоградский химический завод
Павлогра́дский хими́ческий заво́д (укр. Науково-виробниче об'єднання «Павлоградський хімічний завод») — государственное предприятие химической промышленности Украины, которое выпускало взрывчатые вещества, а также промышленную и бытовую продукцию гражданского назначения.
Входит в перечень предприятий, имеющих стратегическое значение для экономики и безопасности Украины.

## История
Решение о постройке снаряжательного завода в Павлограде по производству взрывчатых веществ и снаряжений боеприпасов Президиум ВСНХ СССР принял в конце 1927 года. В период 1932—1934 годов ввели в строй первую очередь завода, первая продукция была выпущена в 1933 году — снаряжение снарядов мелкого и среднего калибра, тротил. В дальнейшем предприятие, которому присвоили № 55, выпускало широкий спектр военной продукции: артиллерийские снаряды, мины, морские мины, авиабомбы, глубинные бомбы.
Из-за войны в августе 1941 года мощности завода вместе с персоналом эвакуировали по разным предприятиям НКБ СССР в Нижний Тагил, Копейск и Новосибирск. В конце 1943 года после освобождения Днепропетровской области от оккупации работу завода восстановили на прежнем месте.
В позднее советское время завод назывался «Павлоградский химический завод имени 60-летия Советской Украины». 
3 марта 1995 года завод был внесён в перечень предприятий и организаций Украины, которые не подлежат приватизации в связи с их общегосударственным значением.
В июне 1995 года находившиеся на балансе предприятия объекты жилищно-коммунального хозяйства и социально-культурной сферы Павлограда (кинотеатр «Октябрь», дворец культуры «Ровесник», два детских сада, магазин № 45, жилищно-коммунальный отдел завода и 86 жилых домов, а также обслуживающие их котельная, канализационные насосные станции и коммуникации) были переданы в коммунальную собственность города.
В августе 1997 года завод был включён в перечень предприятий, имеющих стратегическое значение для экономики и безопасности Украины.
В апреле 1998 года в соответствии с постановлением Кабинета министров Украины завод был передан в ведение министерства промышленной политики Украины.
В дальнейшем, завод был передан в ведение НКАУ.
В декабре 2006 года завод завершил подготовку к участию в программе утилизации непригодных к использованию боеприпасов с истекшим сроком хранения и твёрдого ракетного топлива.
В 2010—2011 гг. завод осуществил модернизацию печи термической утилизации отходов спецпроизводства и с 19 марта 2013 года приступил к уничтожению противопехотных мин ПФМ-1 (всего в 2013 году заводом было уничтожено 55,4 т боеприпасов).
12 ноября 2014 года завод был внесён в перечень объектов государственной собственности, охрану которых обеспечивает Национальная гвардия Украины.
В первом квартале 2020 года завод был вынужден уволить 687 человек из-за отсутствия государственного финансирования.